# 존 터커를 죽여라
《존 터커를 죽여라》(영어: John Tucker Must Die)는 2006년 개봉한 미국의 청춘 코미디 영화이다. 제시 멧캐프, 브리트니 스노, 어샨티, 소피아 부시 등이 출연하였다.

## 줄거리
모든 여학생들이 데이트하고 싶어하는 남자 1위인 학교 최고의 킹카 존 터커(제시 멧캐프 분)!
존 터커는 자신의 인기를 이용해 자칭 타칭 엄친딸 캐리(애리엘 케블 분), 섹시한 치어리더 단장 헤더(어샨티 분), 그리고 채식주의자 베스(소피아 부시 분)와 문어발식 데이트를 한다.
하지만 존 터커가 자신들에게 문어발을 걸치고 있었다는 것을 세 명의 여자들이 알게 되는데...!!

## 출연
- 제시 멧캐프 - 존 터커 역
- 브리트니 스노 - 케이트 스펜서 역
- 어샨티 - 헤더 몽고메리 역
- 소피아 부시 - 베스 매킨타이어역
- 애리엘 케블 - 캐리 셰이퍼 역
- 펜 배질리 - 스콧 터커 역
- 제니 매카시 - 로리 스펜서 역
- 테일러 키치 - 저스틴 역
- 케빈 맥널티 - 농구팀 감독 역
- 메건 오리 - 질 역
- 그레그 사이프스 - 파티의 남자 역